# Sociedade Propagadora das Belas-Artes
 Sociedade Propagadora das Belas Artes   é uma instituição privada de promoção do ensino profissional e artístico, criada em 23 de novembro de 1856, no Rio de Janeiro, por um grupo de eminentes cidadãos, tendo à frente o comendador Francisco Joaquim Béthencourt da Silva que foi seu presidente vitalício. 
Em 1857 dava início a suas atividades editando a revista O Brasil Artístico e criando o Liceu de Artes e Ofícios do Rio de Janeiro, uma escola popular para a formação de artífices e pessoal profissionalmente qualificado. Os alunos recebiam ensinamentos de matemática e desenho, física e cerâmica, química e ourivesaria, com a finalidade de aproximar a atividade industrial das belas artes.